# Cahuelche
El Cahuelche (del mapudungun kawel: «dofí», i che: «persona»), també anomenat Cahuella, és una criatura màgica aquàtica present a la mitologia chilota.